# San Julián del Llor y Bonmatí
San Julián del Llor y Bonmatí[cita requerida] (en catalán: Sant Julià del Llor i Bonmatí) es un municipio español de la provincia de Gerona, Cataluña, con una superficie de 9,8 km², una población de 1313 habitantes (2020) y una densidad de población de 1134,9 hab/km².

## Economía
Agricultura e industria textil.

## Historia
El municipio aparece en 1983 cuando se independiza de Amer. Toma su nombre de las localidades San Julián del Llor (Sant Julià de Llor en catalán) y Bonmatí.
San Julián del Llor aparece documentado por primera vez en 949 con la forma Lauro. La colonia industrial de Bonmatí fue fundada en 1903 por Manuel Bonmatí y Cendra.

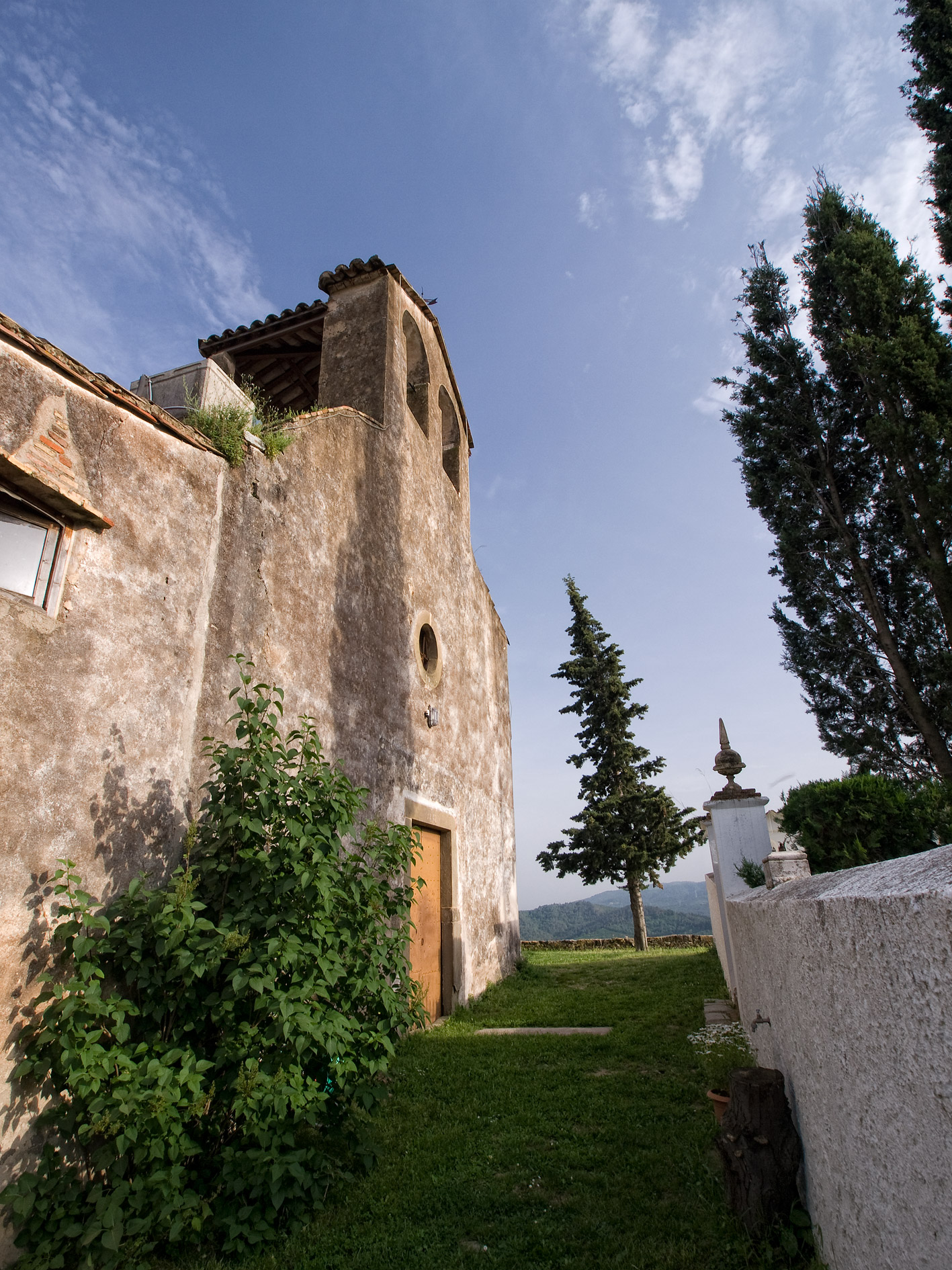
Fachada de la iglesia de San Julián del Llor

## Lugares de interés
- Iglesia de San Julián del Llor, declarada monumento histórico-artístico[3]

## Demografía
San Julián del Llor y Bonmatí cuenta con una población de 1373 habitantes (INE 2024).
| Gráfica de evolución demográfica de San Julián del Llor y Bonmatí entre 1991 y 2021                                 |
| |
| Población de derecho según los censos de población del INE Población de hecho según los censos de población del INE |